# Canton de Decazeville
Le canton de Decazeville est une ancienne division administrative française située dans le département de l'Aveyron et la région Midi-Pyrénées.
Avec le redécoupage cantonal de 2014, la commune de Decazeville est devenue le bureau centralisateur du nouveau canton de Lot et Dourdou.

## Géographie
Ce canton était organisé autour de Decazeville dans l'arrondissement de Villefranche-de-Rouergue. Son altitude variait de 163 m (Decazeville) à 592 m (Saint-Parthem) pour une altitude moyenne de 312 m.

## Histoire
Le canton a été créé par la loi du 12 avril 1881.

## Représentation

### Conseillers généraux de 1881 à 2015
| Période | Période                   | Identité          | Étiquette                | Qualité |
| ------- | ------------------------- | ----------------- | ------------------------ | --- |
| 1881    | 1886 (décès)              | Jules Cayrade     | Républicain              | Médecin Maire de Decazeville (1878-1886) Député (1881-1885) Ancien conseiller général du Canton d'Aubin                    |
| 1886    | 1900 (décès)              | Alexandre Bos     | Républicain              | Maire de Decazeville (1886-1888), conseiller d'arrondissement                                                              |
| 1900    | 1919                      | Louis Bos         | Républicain Progressiste | Négociant Maire de Decazeville (1904-1919)                                                                                 |
| 1919    | 1928                      | Antonin Armand    | URD                      | Notaire à Decazeville |
| 1928    | 1941 (démission d'office) | Paul Ramadier     | SFIO puis PSdF           | Avocat - Maire de Decazeville Député (1928-1940) Révoqué par le Gouvernement de Vichy                                      |
|         |                           |                   |                          | |
| 1943    | 1945                      | Georges Tourtonde |                          | Notaire Maire de Decazeville (1941-1944) Nommé conseiller départemental en 1943                                            |
|         |                           |                   |                          | |
| 1945    | 1962 (décès)              | Paul Ramadier     | SFIO                     | Maire de Decazeville (1919-1941 et 1944-1959) Président du Conseil (janvier-novembre 1947) Député (1928-1940 et 1945-1958) |
| 1962    | 1976                      | René Rouquette    | PSU puis PS              | Instituteur Ancien conseiller municipal de Rambouillet Maire de Decazeville (1959-1971)                                    |
| 1976    | 1994 (décès)              | Pierre Delpech    | PCF puis DVG puis DVD    | Médecin - Maire de Decazeville (1977-1994)                                                                                 |
| 1994    | 2001                      | Pierre Gadéa      | PS                       | Ingénieur des Mines Maire de Decazeville (1995-2010) Suppléant du député Jean Rigal (1997-2002)                            |
| 2001    | 2008                      | Christian Tieulié | UDF puis UMP             | Administrateur de sociétés Conseiller municipal de Decazeville                                                             |
| 2008    | 2015                      | Pierre Delagnes   | PS                       | Ancien maire-adjoint de Decazeville                                                                                        |

### Résultats électoraux détaillés
- Élections cantonales de 2001 : Christian Tieulié (Divers droite) est élu au second tour avec 52,7 % des suffrages exprimés, devant Pierre Gadea (PS) (47,3 %). Le taux de participation est de 65,76 % (5 609 votants sur 8 529 inscrits)[10].
- Élections cantonales de 2008 : Pierre Delagnes (PS) est élu au second tour avec 50,65 % des suffrages exprimés, devant Christian Tieulié  (Divers droite) (49,35 %). Le taux de participation est de 71,4 % (5 677 votants sur 7 951 inscrits)[11].

### Conseillers d'arrondissement (de 1881 à 1940)
| Période                                  | Période      | Identité                          | Étiquette   | Qualité |
| ---------------------------------------- | ------------ | --------------------------------- | ----------- | --- |
| 1881                                     | 1886         | Alexandre Bos                     | Républicain | Propriétaire, adjoint au maire de Decazeville                                                               |
| 1886                                     | 1901         | Émile Nègre                       | Républicain | Pharmacien, maire de Decazeville (1886-1888)                                                                |
| 1901                                     | 1908 (décès) | Jules Boudou                      | Radical     | Notaire, maire de Flagnac de 1892 à 1908, juge de paix du canton de Villeneuve                              |
| 1908                                     | 1913         | Pierre Fabre                      | SFIO        | Responsable du groupe d'études sociales de Decazeville                                                      |
| 1913                                     | 1913 (décès) | Izaac Georges Abraham (1873-1913) | SFIO        | Employé de commerce à Decazeville n'a jamais siégé                                                          |
| 1913                                     | 1919         | Louis Rauffet                     | RG          | Pharmacien à Decazeville                                                                                    |
| 1919                                     | 1925         | Fernand Duech                     | Rad.        | Propriétaire à Decazeville                                                                                  |
| 1925                                     | 1931         | Élie Tarrisse (1880-1952)         | SFIO        | Horloger, adjoint au maire de Decazeville                                                                   |
| 1931                                     | 1935 (décès) | Louis Cayrol (1876-1935)          | SFIO        | Droguiste, adjoint au maire de Decazeville                                                                  |
| 1935                                     | 1940         | Henri Aubert                      | Radical     | Adjoint au maire de Decazeville, Président du Conseil d'arrondissement                                      |
| 1940                                     |              |                                   |             | Les conseils d'arrondissement ont été suspendus par la loi du 12 octobre 1940 et n'ont jamais été réactivés |
| Les données manquantes sont à compléter. |              |                                   |             | |

## Composition
Le canton de Decazeville, d'une superficie de 109,38 km2, regroupait sept communes
.
| Nom                     | Code Insee | Intercommunalité          | Superficie (km2) | Population (dernière pop. légale) | Densité (hab./km2) |
| ----------------------- | ---------- | ------------------------- | ---------------- | --------------------------------- | ------------------ |
| Decazeville (chef-lieu) | 12089      | CC Decazeville Communauté | 13,88            | 5 686 (2014)                      | 410                |
| Almont-les-Junies       | 12004      | CC Decazeville Communauté | 23,75            | 484 (2014)                        | 20                 |
| Boisse-Penchot          | 12028      | CC Decazeville Communauté | 4,64             | 528 (2014)                        | 114                |
| Flagnac                 | 12101      | CC Decazeville Communauté | 12,93            | 1 063 (2014)                      | 82                 |
| Livinhac-le-Haut        | 12130      | CC Decazeville Communauté | 10,97            | 1 199 (2014)                      | 109                |
| Saint-Parthem           | 12240      | CC Decazeville Communauté | 20,43            | 408 (2014)                        | 20                 |
| Saint-Santin            | 12246      | CC Decazeville Communauté | 22,78            | 558 (2014)                        | 24                 |

## Démographie
En 2012, le canton comptait 10 146 habitants.
| 1962   | 1968   | 1975   | 1982   | 1990   | 1999   | 2006   | 2011   | 2012   |
| ------ | ------ | ------ | ------ | ------ | ------ | ------ | ------ | ------ |
| 16 806 | 15 308 | 14 884 | 13 434 | 11 897 | 10 732 | 10 328 | 10 060 | 10 146 |